# Gustav Richter (bildhuggare)
Gustav Friedrich Stefan Richter, född 16 januari 1852 i Breslau, död 24 oktober 1923 i Göteborg, var en tysk-svensk bildhuggare.
Han var son till kammakaren Carl Christian Gottfried Richter och Johanna Eisert och från 1879 gift med Maria Sofia Larsson samt far till Frithiof Richter. Han var anställd som lärare i träskärning vid Slöjdföreningens skola 1895–1923. Bland hans offentliga arbeten märks fyra evangelister till predikstolen i Oscar Fredriks kyrka i Göteborg och trärelieferna mellan Carl Larssons väggmålningar och de liggande kvinnorna i trä på Fürstenbergska galleriet i Göteborg. På 1910-talet utförde han åtskilliga trä- och gipsarbeten över Göteborgs historiska utseende som visades på Göteborgsutställningens historiska avdelning 1923.